# Le false confidenze
Le false confidenze (Les Fausses Confidences in francese) è una commedia in tre atti, in prosa, di Marivaux, rappresentata per la prima volta a Parigi, il 16 marzo del 1737, all’Hôtel de Bourgogne dalla compagnia del Théâtre de la comédie italienne.
L’idea di suscitare l’amore attraverso false confidenze è uno schema teatrale usato spesso, prima e dopo Marivaux. Questa commedia dalla trama ben costruita, sviluppata con sapienza, con personaggi piacevoli e ben caratterizzati e situazioni comiche interessanti non ebbe, al debutto, un particolare successo:  ricevette però un’accoglienza più favorevole quando fu ripresa dalla Comédie-Française nel 1793.  Nel Novecento, in parallelo con la riscoperta di Marivaux, è diventato un testo assai rappresentato in Francia e all’estero.(vedi #Messe in scena).

## La trama

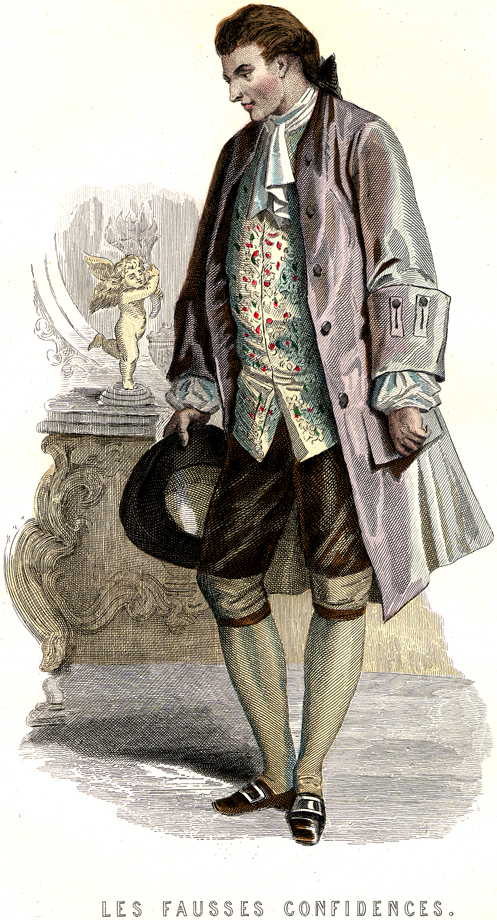
Dorante

### Atto primo
Dorante, un giovane di famiglia onorata e stimata, si trova economicamente in rovina. Un suo ex-cameriere, Dubois, che lo ha lasciato perché non poteva essere pagato, è ora al servizio di una giovane vedova ricca, di buon carattere, non vanitosa di nome Araminta: vedendo che Dorante è attirato da questa dama si ingegna per fargliela sposare. Lo convince a farsi introdurre nella casa in qualità di intendente da Monsieur Rémy, zio di Dorante, che è l’avvocato di fiducia di Araminta. 
Tutta l’azione è manovrata da Dubois, che escogita uno stratagemma per fare innamorare Araminta.  Questa è fin dall’inizio ben disposta verso Dorante, che trova abbia un’aria distinta e un bell’aspetto: lo assume e lo incarica di esaminare le carte di una causa che la donna ha in corso con il conte Dorimont. Questi, per parte sua, ha in mente di sposare Araminta proprio per mettere termine a questo processo, che teme di perdere. 
M. Rémy pensa che Dorante farebbe bene a sposare Marton, la giovane serva di Araminta.  Il conte le ha promesso mille lire se lo aiuterà a sposarea Araminta. Marton cerca di convincere Dorante che questa somma farebbe comodo a entrambi. Benché questa vicenda non faccia parte dello stratagemma di Dubois, risulterà utile ai suoi fini dato che contribuirà a rendere gelosa Araminta. 
La madre di Araminta, una donna ambiziosa che sogna di vedere la propria figlia diventare contessa, ordina a Dorante di convincere Araminta che non ci sono speranze di vincere il processo, in modo che a lei non resti altra scelta se non sposare il conte. Dorante però rifiuta e Araminta, quando viene a saperlo, si congratula per la sua onestà. Durante questa conversazione sopraggiunge Dubois, che si finge stupito di vedere Dorante il quale, a sua volta, si mostra irritato per essere stato visto.
Rimasta sola con Dubois, Araminta gli chiede informazioni sul nuovo intendente, e lui le dice che si tratta dell’uomo più onesto al mondo ma con una pazzia d’amore in testa:  gli sono state fatte diverse vantaggiose proposte di matrimonio, ma Dorante le ha sempre rifiutate a causa del suo amore dissennato. Araminta chiede se Dubois conosce la persona che ha ispirato questa passione, e viene a sapere che si tratta proprio di lei.  Ad un tempo stupita e commossa, capisce di non poter tenere Dorante come intendente, ma non sa risolversi a licenziarlo e decide di attendere,  un po’ per compassione ma soprattutto perché vorrebbe che Dorante si manifestasse apertamente.

### Atto secondo
Dorante consiglia ad Araminta di sostenere le sue ragioni nel processo. Monsieur Rémy arriva proponendo al nipote un ricco matrimonio, e si irrita al suo rifiuto: Marton crede che si rifiuti a causa sua. Un misterioso ritratto viene consegnato a casa di Araminta, e Marton – saputo che è stato Dorante a commissionarlo - pensa di esserne il soggetto. Ma quando la cassa viene aperta, si scopre che il soggetto è invece Araminta: una nuova prova dell’amore di Dorante. Araminta viene anche a sapere che il progetto di matrimonio tra Dorante e Marton era un’invenzione di Monsieur Rémy; decide allora di tendergli una trappola per far ingelosire Dorante e costringerlo a rivelarsi. 
Detta quindi a Dorante una lettera in cui annuncia al conte che acconsente a sposarlo. Dorante sta quasi male ma fa finta di nulla. Sopraggiunge Marton, che annuncia di essere pronta a sposarlo: ma Dorante risponde che non può, perché ama un’altra. Dato che insiste a non voler dire di chi si tratta, Araminta accenna ad aprire la cassa del ritratto: Dorante si getta in ginocchio e la supplica di perdonarlo. Araminta lo perdona, ma a Dubois, che glielo chiede, nega che Dorante si sia dichiarato. 

### Atto terzo
Marton, compreso ormai che Dorante non è interessato a lei, sottrae su consiglio di Dubois una lettera scritta da Dorante (sempre su suggerimento di Dubois) indirizzata ad un destinatario immaginario, dove parla della sua passione per Araminta e del desiderio di espatriare per la vergogna di averla offesa. Madame Argante cerca un’ultima volta di convincere la figlia a licenziare Dorante e litiga con Monsieur Rémy, furioso che cuo nipote sia trattato come un corteggiatore impertinente.
Marton, che vede nella lettera un perfetto strumento di vendetta, la fa leggere ad alta voce al Conte alla presenza di tutti. Dorante non rinnega la lettera, che rende pubblica la sua passione. Ma Araminta, irritatissima, congeda bruscamente tutti. 
Rimprovera aspramente a Dubois di aver tradito il suo antico padrone, e si riappacifica con Marton che chiede scusa. Dorante viene per accomiatarsi, ma finisce per confessare apertamente il proprio amore. Confessa che tutto quanto le era stato riferito era ciò che chiama “false confidenze”, e che tutto era stato architettato da Dubois qui a tout mené. Le uniche cose autentiche sono l’amore profondo che prova per lei ed il ritratto che ha dipinto. Araminta gli perdona tutto davanti a questo amore ed alla sua onestà. Il conte, compreso che lei ama Dorante, si ritira con eleganza. Madame Argante proclama che Dorante non sarà mai suo genero, ma Araminta non le dà peso e tutti si felicitano per la lieta conclusione dell’intrigo.

## Analisi
Le “false confidenze” di cui il testo è disseminato prendono forme diverse: confidenze verbali si mescolano a prove materiali ma fraintese (la lettera, il ritratto). Le confidenze poi sono “false” in misure diverse: menzogne vere e proprie, esagerazioni, dissimulazioni.
Un’altra interpretazione del titolo: le « false confidenze » sono così definite perché non si tratta in realtà di confidenze ma piuttosto rivelazioni di segreti falsi, che vengono messi in campo in modo attentamente calcolato. Nel mondo delle False confidenze, tutti i personaggi, guidati dai sentimenti o dall’interesse, mentono e maneggiano per raggiungere i propri fini. In questo fuoco incrociato di manovre e intrighi che costituiscono la struttura della pièce, il ricorso alle false confidenze è un elemento fondamentale della progressione drammaturgica. Il padrone innamorato e il cameriere ingegnoso mettono in piedi un complotto efficacissimo. Dubois, calcolatore e fine psicologo, si propone dall’inizio come la “testa pensante”: è lui l’autore della prima falsa confidenza fatta ad Araminta. Per le altre “confidenze” Marivaux ricorre ad artifici ispirati dalla tradizione teatrale e romanzesca: il ritratto di Araminta, un altro quadro che la ritrae e che Dorante guarda con fin troppa ammirazione, la lettera ad un destinatario fittizio.

### Il ruolo del linguaggio neLe false confidenze
Già dal titolo viene suggerita la grandissima importanza del linguaggio, visto che le confidenze sono in genere messaggi verbali. La “confidenza” presuppone del resto una relazione di fiducia tra chi parla e chi ascolta: e del resto questo rapporto fiduciario è indispensabile ad ogni comunicazione, e proprio la necessità di credere alle parole degli altri dà alle parole il loro potere. Il meccanismo della falsa confidenza non potrebbe funzionare senza la fiducia dell’ascoltatore nel manipolatore. Il testo può quindi essere visto come un’illustrazione del grande potere del linguaggio: ed è Dubois a saper trarre il massimo vantaggio dal potere seduttivo delle parole. Nelle “confidenze” ad Araminta sa come mettere in scena le sue rivelazioni, usare la curiosità, la gelosia e l’amor proprio dell’interlocutrice per ottenere i propri scopi. L’esercizio del potere della parola è per Marivaux un gioco, non privo a volte di una certa crudeltà.
È proprio Dubois a sdottolineare il legame tra amore e linguaggio: 
 In altri termini, conclude Maryse Laffitte, 
 La sua valenza è quindi duplice: vettore privilegiato degli inganni e delle manipolazioni, permette però al personaggio di manifestare l’autenticità del suo amore. 

### Essere e apparire, riconciliazione impossibile?
«La maschera per eccellenza è la parola», ha detto Jean Rousset a proposito delle “False confidenze”. Non si potrebbe esprimere meglio il rapporto tra apparenza e linguaggio in Marivaux. Un vero leitmotiv della sua opera, che sempre Jean Rousset ha definito «doppio registro»: i personaggi di Marivaux funzionano a due livelli, quello dell’apparire (che li porta ad indossare una maschera) e quello dell’essere (la verità del cuore al di là delle apparenze). Lo svolgersi della pièce permette di far coincidere le due realtà? In realtà la maschera non viene mai del tutto tolta: alla fine, tutte le piste restano aperte e il carattere fuggevole dell’opera mantiene la sua ambiguità di fondo. In fondo il marivaudage è anche questo: un'arte simile al trompe-l’œil dove, nel gioco infinito di riflessi tra vero e falso, la realtà non si distingue dalla menzogna.

## Messe in scena
- 1947 : regia Jean-Louis Barrault, con Madeleine Renaud, scene e costumi Maurice Brianchon, Théâtre des Célestins
- 1971 : regia Jean Piat
- 1985 : regia Roland Monod, Rencontres d'été de la Chartreuse Villeneuve-les-Avignon e Festival d'automne Saint-Cloud
- 1998 : Teatro Stabile di Genova, regia Marco Sciaccaluga, con Andrea Jonasson e Sergio Romano
- 2005: regia Jean-Louis Thamin, Théâtre Silvia Monfort, con Patrice Kerbrat (Dubois) e Cécile Sanz de Alba (Araminta)
- 2005 : Teatri Uniti/Teatro di Messina, regia Toni Servillo, con Toni Servillo (Dubois)e Anna Bonaiuto (Araminta)
- 2010 :  regia Didier Bezace, Théâtre de la Commune, con Pierre Arditi (Dubois) e Anouk Grinberg (Araminte)
- 2014 : regia Luc Bondy, Théâtre de l'Odéon, con Isabelle Huppert (Araminte), Louis Garrel (Dorante) e Yves Jacques (Dubois)

## Adattamenti
- Les fausses confidences, regia Daniel Moosmann, film francese del 1984
- Filmato RAI del 1954
- Video su RaiPlay – registrazione necessaria

## Edizioni
- Il gioco dell'amore e del caso; Le false confidenze, Milano, Garzanti, 1987, ISBN 88-11-583-51-9.
- Le false confidenze, traduzione di Cesare Garboli, Collezione di teatro, Torino, Einaudi, 1992, ISBN 978-88-065-9451-0.